# Offoué-Onoye
L'Offoué-Onoye est un département de la Province de l'Ogooué-Lolo au Gabon. Sa préfecture est Iboundji.